# Patience (álbum)
Patience é o quinto e último álbum de estúdio do cantor pop britânico George Michael, lançado em 2004.

## Lista de faixas
| N.º | Título | Duração |  |
| 1.  | "Patience" (Michael)                                                                                           | 2:53    |  |
| 2.  | "Amazing" (Johnny Douglas, Michael)                                                                            | 4:25    |  |
| 3.  | "John and Elvis Are Dead" (David Austin, Michael)                                                              | 4:23    |  |
| 4.  | "Cars and Trains" (Douglas, Michael)                                                                           | 5:51    |  |
| 5.  | "Round Here" (Michael)                                                                                         | 5:54    |  |
| 6.  | "My Mother Had a Brother" (Michael)                                                                            | 6:17    |  |
| 7.  | "Flawless (Go to the City)" (Paul Alexander, Eric Matthew, Michael, Oliver Stumm, Gary Turnier, Nashom Wooden) | 6:51    |  |
| 8.  | "American Angel" (Ruadhri Cushnan, Niall Flynn, James Jackman, Michael)                                        | 4:07    |  |
| 9.  | "Precious Box" (Michael)                                                                                       | 7:39    |  |
| 10. | "Please Send Me Someone (Anselmo’s Song)" (John Barry, Hal David, Michael)                                     | 5:26    |  |
| 11. | "Freeek! '04" (Ronald Bell, Robert Bell, George Brown, Cushnan, Flynn, Roy Handy, Horne, Jackman,)             | 4:28    |  |
| 12. | "Through" (Michael)                                                                                            | 4:55    |  |

## Desempenho nas paradas

### Álbum
| Paradas (2004)                       | Posição |
| ------------------------------------ | ------- |
| Estados Unidos - Billboard 200       | 12      |
| Canadá - Top Canadian Albums         | 4       |
| Estados Unidos - Top Internet Albums | 35      |

### Singles
| Ano  | Single                      | Parada                           | Posição |
| ---- | --------------------------- | -------------------------------- | ------- |
| 2004 | "Amazing"                   | Adult Top 40                     | 35      |
| 2004 | "Amazing"                   | Canadian Singles Chart           | 3       |
| 2004 | "Amazing"                   | Dance Music/Club Play Singles    | 1       |
| 2004 | "Amazing"                   | Dance Music/Club Play Singles    | 1       |
| 2004 | "Amazing"                   | Dance Music/Club Play Singles    | 3       |
| 2004 | "Amazing"                   | Dance Music/Club Play Singles    | 8       |
| 2004 | "Amazing"                   | Hot R&B/Hip Hop Singles & Tracks | 1       |
| 2004 | "Amazing"                   | Hot R&B/Hip Hop Singles & Tracks | 1       |
| 2004 | "Flawless (Go to the City)" | Dance Music/Club Play Singles    | 24      |
| 2004 | "Flawless (Go to the City)" | Dance Music/Club Play Singles    | 1       |
| 2004 | "Flawless (Go to the City)" | Hot Dance Singles Sales          | 1       |